# 14 Brygada Artylerii Polowej (austro-węgierska)
14 Brygada Artylerii Polowej (14. Art.-Brig., 14. FABrig.) – brygada artylerii polowej cesarskiej i królewskiej Armii.

## Historia brygady
1 maja 1885 roku w Wiedniu została utworzona 14 Brygada Artylerii (niem. 14. Artillerie-Brigade). Brygada była podporządkowana komendantowi 2 Korpusu, a w jej skład wchodził:
- 14. Górnoaustriacko-Salzburgski Pułk Artylerii Korpuśnej w Wiedniu,
- 27. Ciężki Dywizjon (niem. 27. Schwere Batterie-Division) w Linzu,
- 28. Ciężki Dywizjon (niem. 28. Schwere Batterie-Division) w Wiedniu[1].

W 1889 roku 28. Ciężki Dywizjon został przeniesiony z Wiednia do Salzburga. Oba dywizjony ciężkie stacjonowały na terytorium 14 Korpusu. W następnym roku zostały przemianowane na 27. i 28. Dywizjon (niem. 28. Batterie-Division), a 14. Pułk Artylerii Korpuśnej otrzymał nową nazwę wyróżniającą „Dolnoaustriacko-morawski”.
Na początku 1892 roku ze składu 14. Dolnoaustriacko-morawskiego Pułku Artylerii Korpuśnej wyłączono 37. Dywizjon w Wiedniu i podporządkowano bezpośrednio komendantowi 14 Brygady Artylerii.
Z dniem 1 stycznia 1894 roku została wprowadzona w życie kolejna reorganizacja, w ramach której:
- 14 Brygada Artylerii otrzymała nazwę wyróżniającą „Dolno-Górnoaustriacko-Salzburgska i Morawska”,
- 14. Pułk Artylerii Korpuśnej został pozbawiony nazwy wyróżniającej,
- 27. Dywizjon w Linzu został rozwinięty w 40. Pułk Artylerii Dywizyjnej,
- 28. Dywizjon w Salzburgu został rozwinięty w 41. Pułk Artylerii Dywizyjnej,
- 37. Dywizjon w Wiedniu został rozwinięty w 42. Pułk Artylerii Dywizyjnej[5].

Skład 14 Dolno-Górnoaustriacko-Salzburgskiej i Morawskiej Brygady Artylerii po reorganizacji przedstawiał się następująco:
- 14. Pułk Artylerii Korpuśnej w Wiedniu,
- 40. Pułk Artylerii Dywizyjnej w Linzu,
- 41. Pułk Artylerii Dywizyjnej w Salzburgu,
- 42. Pułk Artylerii Dywizyjnej w Wiedniu[6].

W 1905 roku 14. Pułk Artylerii Korpuśnej został przeniesiony do Steyr na terytorium 14 Korpusu.
W 1906 roku komenda brygady została przeniesiona z Wiednia do Linzu i podporządkowana komendantowi 14 Korpusu. Ze składu brygady wyłączony został 42. Pułk Artylerii Dywizyjnej w Wiedniu i podporządkowany komendantowi 2 Brygady Artylerii.
Z dniem 6 kwietnia 1908 roku weszła w życie nowa organizacja artylerii, w ramach której:
- 14 Brygada Artylerii został przemianowana na 14 Brygadę Artylerii Polowej i pozbawiona dotychczasowej nazwy wyróżniającej,
- 14. Pułk Artylerii Korpuśnej został przemianowany na 14. Pułk Haubic Polowych,
- 40. i 41. Pułki Artylerii Dywizyjnej zostały przemianowane na 40. i 41. Pułki Armat Polowych,
- komendantowi brygady podporządkowano 14. Dywizjon Taborów w Innsbrucku należący do 1 Pułku Taborów[9].

Wymienione wyżej oddziały (z wyjątkiem 14. Dywizjonu Taborów) podlegały komendantowi 1 Brygady Artylerii Polowej pod względem wyszkolenia, natomiast pod względem taktycznym zostały podporządkowane komendantom wielkich jednostek piechoty:
- 14. Pułk Haubic Polowych i 40. Pułk Armat Polowych – 3 Dywizji Piechoty,
- 41. Pułk Armat Polowych – 8 Dywizji Piechoty[10].

W 1910 roku, w związku z nową organizacją taborów, 14. Dywizjon Taborów został usamodzielniony i podporządkowany bezpośrednio komendantowi 14 Korpusu.
W 1912 roku w skład brygady został włączony nowo utworzony Dywizjon Ciężkich Haubic Nr 14 w Vill koło Naumarkt oraz Pułk Armat Polowych Nr 42, który został przeniesiony z Wiednia do Steyr. Równocześnie zmieniono taktyczne podporządkowanie oddziałów komendantom wielkich jednostek piechoty:
- Pułki Armat Polowych Nr 40 i 42 – 3 Dywizji Piechoty,
- Pułk Armat Polowych Nr 41, Pułk Haubic Polowych Nr 14 i Dywizjon Ciężkich Haubic Nr 14 – 8 Dywizji Piechoty[12][13].

Organizacja pokojowa brygady w latach 1912–1914:
- Pułk Armat Polowych Nr 40 w Linzu,
- Pułk Armat Polowych Nr 41 w Salzburgu,
- Pułk Armat Polowych Nr 42 w Steyr,
- Pułk Haubic Polowych Nr 14 w Innsbrucku i Neumarkt (2. dywizjon),
- Dywizjon Ciężkich Haubic Nr 14 w Vill koło Neumarkt[14].

## Komendanci brygady
- płk Hugo von Ritschl (1885 – 1887 → generalny inspektor taborów)
- płk Christian Hevin de Navarre (1887 – 1891 → komendant 2 Brygady Artylerii[15])
- płk / GM Eduard Weis (1891 – 1 V 1895 → stan spoczynku)
- płk Ernst Idiczukh (1895 – 1897 → komendant 2 Brygady Artylerii)
- GM Adalbert Laube (1897 – 1900 → komendant 2 Brygady Artylerii)
- GM Emil von Noll (1900 – 1 V 1904 → stan spoczynku)
- GM Franz von Wikullil (1904 – 1905 → komendant 94 Brygady Piechoty)
- płk / GM Viktor Zednik von Zeldegg (1905 – 1908 → prezydent Wojskowego Komitetu Technicznego)
- GM / FML Eugen Sartori von Villemontain (1908 – 1 V 1912 → urlopowany)
- GM Edmund von Sellner (1912 – 1915 → komendant 3 Brygady Artylerii)
- płk Eduard Ripper (1915 – 1916 → inspektor artylerii w Komendzie Wojskowej w Grazu)
- płk Eugen Kapretz (1917 → generał artylerii w Komendzie 11 Armii)